# مژن‌آباد
مژن‌آباد، روستایی از توابع بخش سنگان در شهرستان خواف استان خراسان رضوی ایران است.
مژن آباد دارای سالن هست که هنوز تکمیل نکردن

## جمعیت
این روستا در دهستان بستان قرار داشته و بر اساس سرشماری سال 1395 جمعیت آن (620خانوار) 2٬954نفر
بوده است.